# Alyma
Alyma is een geslacht van kevers uit de familie  
kniptorren (Elateridae).
Het geslacht is voor het eerst wetenschappelijk beschreven in 2004 door Arias.

## Soorten
Het geslacht omvat de volgende soorten:
- Alyma ariasvillegasai Arias, 2004
- Alyma calafquenensis Arias, 2004
- Alyma contulmoensis Arias, 2004
- Alyma lawlerae Arias, 2004
- Alyma pallipes (Solier, 1851)
- Alyma quiriquinaensis Arias, 2004
- Alyma rieseorum Arias, 2004
- Alyma shapiroi Arias, 2004